# Fable-express
La fable-express, ou fable express, est un genre littéraire mineur[réf. nécessaire], qui s'illustre par des textes brefs en vers et à caractère humoristique.
Malicieuse, elle se termine par une chute (« moralité ») inattendue, qui reprend un proverbe ou une expression courante, souvent sous forme d'un calembour ou d'un à-peu-près tarabiscoté ou de mauvais goût, ce qui la rend intraduisible. En ce sens, elle représente une parodie ou un détournement du genre plus respectable de la fable. Lorsqu'elle s'attaque explicitement à une œuvre ou une personne, elle se rapproche de l'épigramme. Constituant fréquemment un poème de circonstance, elle ne peut plus guère dans ce cas être appréciée au bout d'un certain temps sans un commentaire explicatif.
Apparue à la fin du XIXe siècle, elle a inspiré occasionnellement de nombreux auteurs tels que Alphonse Allais, Eugène Chavette, Maurice Donnay, Willy ou Tristan Bernard. Le genre a été régulièrement repris, dans l'Almanach Vermot ou Le Canard enchaîné par exemple, ou encore dans des revues de bande dessinée telles que Pilote, Fluide glacial (Marcel Gotlib, Mandryka, Volny, Gérare…), ou le journal Spirou (Yvan Delporte, dans les années 1970).
En musique, la fable-express a inspiré le genre de la chanson flash, lancé par le chansonnier Claude Cérat et popularisé par Raymond Devos et François Corbier.

## Exemples
Pépin le Bref est mort depuis bientôt mille ans.

Moralité :

Quand on est mort, c'est pour longtemps.
(Eugène Chavette)
Un mari quelque peu volage

Le lendemain de son mariage

Tua sa femme à son réveil.

Moralité :

La nuit souvent porte conseil.
(Alexandre Pothey)
Un général anglais durant une bataille

Eut les deux fesses emportées par la mitraille

Il s'en fit faire une autre paire en bois

Mais jamais il ne les paya.

Moralité

Fesses que dois.
(Alphonse Allais)
Lorsque tu verras une bonne

D'enfants, et non d'autre personne

Assise au milieu d'un tender

ou wagon de chemin de fer

Découvre-toi sur son passage

Salut à son noble visage !

Moralité :

À bonne en tender, salut !
(Alphonse Allais)
« Que nul n'entre chez moi ! » dit l'auteur du Trouvère

Et pour faire observer la consigne sévère,

Il compte sur sa bonne, un monstre aux traits hideux.

Moralité :

La bonne à Verdi en vaut deux.
Une caissière aimable, et souriante, et gaie,

D'un monsieur, certain jour, reçut un coup de poing,

Ayant pris son argent et gardé la monnaie.

Moralité :

Rien ne sert de sourire, il faut sortir l'appoint.
(Willy)
De l'Ourcq, un beau matin, un pêcheur un pli retira

Qu'à l'Élysée aussitôt il porta

Et qui, chose bizarre, fort extraordinaire

Était un document relatif à l'« Affaire ».

Moralité :

Loubet lit ce qui de l'Ourcq sort.
(Alphonse Allais)
Un jeune enfant, sur son pot, s'efforçait.

Moralité : 

Le petit poussait.
(Alphonse Allais)
Un cheval mal ferré, d'un fer plein de défauts

Fit des trous dans la route en allant au galop

Moralité :

Tel fer, telle piste.
Un seul être vous manque et tout est dépeuplé.

Moralité :

Concentrique !
(Boris Vian)
Lors, David était en ces temps reculés

Au bord de la Volga le chef des bateliers

Pour donner à leurs pas la cadence parfaite

Il agitait en l'air une petite clochette.

Moralité : 

Halez !, David Sonne !